# مارتي جارنر
مارتي جارنر (بالإنجليزية: Marty Garner)‏ هو مصارع محترف أمريكي، ولد في 2 مايو 1967 في كاميرون في الولايات المتحدة.

## وصلات خارجية
- مارتي جارنر على موقع CageMatch worker (الإنجليزية)
- مارتي جارنر على موقع قاعدة بيانات المصارعة على الإنترنت (الإنجليزية)

- مارتي جارنر على موقع IMDb (الإنجليزية)